# Anna Maria Strada
Anna Maria Strada del Pò (Bergamo, 1703 – 1775) è stata un soprano italiano del XVIII secolo, nota per essere stata una delle cantanti preferite di Georg Friedrich Händel.

## Biografia
Nella prima parte della sua carriera si esibì in varie città italiane, tra cui Venezia (in La verità in cimento di Antonio Vivaldi nel 1720), Milano, Livorno quando nel dicembre 1721 canta in Ginevra principessa di Scozia di Domenico Sarro e Napoli, dove adatta il libretto di Vincenzo Cassani per la prima assoluta di Silla dittatore di Leonardo Vinci del 1723 e sposò l'impresario teatrale Aurelio del Pò.

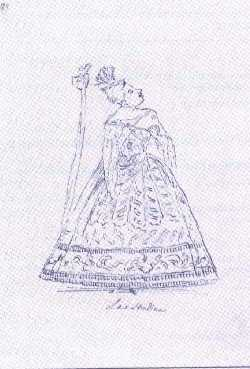
Caricatura di Anton Maria Zanetti raffigurante Anna Maria Strada

Nel 1729 si trasferì a Londra, dove fu una delle cantanti prescelte da Händel per le sue opere: fece il suo debutto in dicembre creando il ruolo di Adelaida in Lotario con Antonio Bernacchi ed Annibale Pio Fabri al His Majesty's Theatre, nel gennaio 1730 è Cleopatra in Giulio Cesare (Haendel) e fu la primadonna in tutte le opere e gli oratori del compositore fino al 1737, tra cui l'opéra-ballet Terpsicore, revisione de Il pastor fido, Orlando nella prima assoluta del gennaio 1733, in cui interpretò Angelica, Partenope (ruolo del titolo) nella prima assoluta del febbraio 1730, Sosarme, re di Media (Elmira) nel successo della prima assoluta del febbraio 1732, Arminio (Thusnelda) e Giustino (Ariadne). 
Nel novembre 1730 canta in Scipione con Francesco Bernardi, nel gennaio 1731 Antigona in Admeto (Händel), in febbraio Cleofide nella prima assoluta di Poro, re delle Indie, in aprile Almirena in Rinaldo (opera), in maggio la protagonista in Rodelinda (opera), nel gennaio 1732 Fulvia nell'insuccesso della prima assoluta di Ezio (Händel), in aprile Emilia in Flavio (opera) con Gaetano Berenstadt, in giugno Acis and Galatea, in novembre in Rossane in Alessandro (opera), nel marzo 1733 la prima assoluta di Deborah ed in aprile Esther.
La Strada fu l'unica cantante della compagnia di Händel a non abbandonarlo per unirsi all'Opera della Nobiltà nel 1733, e nel 1732 rifiutò l'opportunità di cantare per Giovanni Bononcini.
Nel luglio 1733 canta nella prima assoluta di Athalia all'Università di Oxford, Acis and Galatea al Christ Church (Oxford) ed in novembre Ottone, re di Germania con Margherita Durastanti e Giovanni Carestini al Her Majesty's Theatre dove nel gennaio 1734 è la protagonista della prima assoluta di Arianna in Creta ed in marzo la prima assoluta di Il Parnasso in festa per gli sponsali di Teti e Peleo che canta in aprile anche al Royal Opera House, Covent Garden dove in novembre canta Arianna in Creta con Marie Sallé ed in dicembre la prima assoluta di Oreste, nel gennaio 1735 di Ariodante (opera) ed in aprile canta Athalia ed è la protagonista della prima assoluta di Alcina (opera), nel febbraio 1736 la prima assoluta di Alexander's Feast, in maggio di Atalanta con Gioacchino Conti, nel gennaio 1737 di Arminio con Domenico Annibali e Partenope, in febbraio Arianna nella prima assoluta di Giustino, in marzo di Il trionfo del tempo e della verità ed in maggio Berenice, regina d'Egitto.
Nel gennaio 1739 canta nella prima assoluta di Saul con Élisabeth Duparc e Gaetano Majorano al Her Majesty's Theatre.
Il critico musicale Charles Burney scrisse: "ebbe molti pregiudizi da combattere al suo arrivo in Inghilterra e il suo fascino personale non la aiutò molto ad accattivarsi le simpatie o a mettere l'occhio in condizione di aumentare i piaceri dell'orecchio; in quanto aveva così poco della Venere nell'aspetto che veniva comunemente chiamata il 'Maiale'". Allo stesso modo, Mrs Pendarves, amica di Händel, commentava: "la sua voce è senza dubbio bella, le sue maniere sono la perfezione assoluta, ma è assai brutta d'aspetto e fa smorfie orribili". Secondo il poeta e librettista Paolo Rolli la Strada era "una copia di Faustina dalla voce e dall'intonazione migliori, ma senza il suo fascino e il suo brio". Le parti che Händel scrisse per lei indicano che la sua estensione vocale doveva essere di circa due ottave nel momento migliore della sua carriera.
La Strada lasciò Londra nel 1738 per fare ritorno in Italia, dove cantò ancora al Teatro San Carlo di Napoli ne La Partenope di Handel con Angelo Amorevoli nel novembre 1739, nelle prime assolute di Adriano in Siria di Giovanni Alberto Ristori in dicembre, di Il trionfo di Camilla di Nicola Porpora nel gennaio 1740, di Siroe, re di Persia di Davide Perez in novembre e di Tiridate di Porpora in dicembre ed a Torino prima di ritirarsi nella natia Bergamo.
Nel gennaio 1768 canta nella prima di Alceste in Ebuda ovvero Olimpia di Giovanni Paisiello al San Carlo.